# リブロキナーゼ
リブロキナーゼ(Ribulokinase、EC 2.7.1.16)は、以下の化学反応を触媒する酵素である。
ATP + L(or D)-リブロース {\displaystyle \rightleftharpoons } ADP + L(or D)-リブロース-5-リン酸
従って、この酵素の基質はATP、L-リブロース、D-リブロースの3つ、生成物はADP、L-リブロース-5-リン酸、D-リブロース-5-リン酸の3つである。
この酵素は転移酵素、特にアルコールを受容体とするホスホトランスフェラーゼに分類される。この酵素の系統名は、ATP:L(or D)-リブロース 5-ホスホトランスフェラーゼ(ATP:L(or D)-ribulose 5-phosphotransferase)である。この酵素は、ペントース及びグルクロン酸の相互変換に関与している。